# Wiktor Nechay
Wiktor Paweł Nechay de Felseis herbu własnego Nechay (ur. 25 stycznia 1895 we Lwowie, zm. w 1940 w Kijowie) – polski geolog i geograf, pedagog, porucznik rezerwy piechoty Wojska Polskiego, ofiara zbrodni katyńskiej.

## Życiorys

### Młodość i wojsko
Urodził się 25 stycznia 1895 we Lwowie, w rodzinie Stanisławy z domu Michalewskiej i Ernesta – inżyniera i górnika żup solnych.
Na krótko przed wybuchem I wojny światowej ukończył szkołę średnią i miał początkowo zamiar rozpocząć studia, wstąpił jednak do Legionów Piłsudskiego i rozpoczął służbę wojskową w I Brygadzie. Po awansie został przydzielony do komendy w Wiedniu, a po zakończeniu wojny i odzyskaniu przez Polskę niepodległości pozostał w Wojsku Polskim aż do 1920. Został zweryfikowany w stopniu porucznika ze starszeństwem z dniem 1 czerwca 1919 w korpusie oficerów rezerwy piechoty.
W 1934 roku pozostawał w ewidencji Powiatowej Komendy Uzupełnień Lwów Miasto. Posiadał przydział w rezerwie do 26 pułku piechoty w Gródku Jagiellońskim.

### Kariera naukowa
Wtedy to rozpoczął studia na Uniwersytecie Jana Kazimierza we Lwowie, a po uzyskaniu stopnia doktora rozpoczął pracę jako asystent w Katedrze Geologii i Paleontologii na Politechnice Lwowskiej. Wydał dwie książki z tej dziedziny oraz opublikował szereg artykułów naukowych dotyczących dyluwizmu ziemi dobrzyńskiej i Śląska, jezior polodowcowych Polski oraz analizy ruchu lodowców. Jako naukowiec miał bardzo szeroki zakres zainteresowań.
W 1929 ożenił się z Teresą Sendzimirówną – siostrą znanego metalurga Tadeusza Sendzimira, którego imię nosiła huta w Krakowie.
Materiały archiwalne Wiktora Nechaya znajdują się w PAN Archiwum w Warszawie pod sygnaturą III-49.

### Dyrektor Gimnazjum Polskiego w Bytomiu
Do 1932 mieszkał we Lwowie, wtedy to przeniósł się do (Beuthen) Bytomia, należącego wtedy do Rzeszy Niemieckiej. Objął tam stanowisko dyrektora I Polskiego Gimnazjum. W protokole odbiorczym budynku gimnazjum zachowała się następująca charakterystyka: Prof. Nechay de Felseis, pochodzący z Galicji, który nie zna należycie języka niemieckiego i nie wywarł także korzystnego wrażenia, ma zostać kierownikiem szkoły... Nechay reprezentuje nauki przyrodnicze i geografię. W okresie pełnienia przez niego funkcji dyrektora w gimnazjum bytomskim powiększono liczbę uczniów i nauczycieli, a szkołę ukończyli pierwsi absolwenci. Na podstawie niemieckich materiałów archiwalnych odnieść można wrażenie, że dr Nechay nie zdobył sobie przychylności całego grona nauczycielskiego, a także niektórych przywódców ruchu polskiego na Górnym Śląsku. Ostatecznie 16 stycznia 1936 Nechay został zmuszony do rezygnacji z bytomskiej placówki. Jego następcą został Florian Kozanecki. 31 stycznia 1936 Wiktor Nechay wyjechał do Katowic, gdzie objął stanowisko kustosza i kierownika działu przyrodniczego w Muzeum Śląskim.

### II wojna światowa
W czasie kampanii wrześniowej 1939 pełnił służbę w Dowództwie Grupy Obrony Lwowa na stanowisku szefa Oddziału II.   
3 października został aresztowany przez NKWD i osadzony we lwowskim więzieniu Brygidki, przyczyną była działalność w tajnej organizacji wojskowej, która miała za zadanie walkę z sowieckim okupantem oraz przerzuty niedobitków wojskowych do Rumunii i dalej, do organizującego się na Zachodzie Wojska Polskiego. Był przetrzymywany we lwowskim więzieniu na Zamarstynowie. Pod koniec kwietnia 1940 wraz z grupą współwięźniów został wywieziony do Kijowa i osadzony w więzieniu „Lubianka”. Prawdopodobnie ostatni raz widziano go 17 grudnia 1940, podobno zmarł w lazarecie więziennym. Jego nazwisko znalazło się na tzw. Ukraińskiej Liście Katyńskiej opublikowanej w 1994 (został wymieniony na liście wywózkowej 55/3-78 oznaczony numerem 2072 i podany pod nazwiskiem Niechaj). Ofiary tej części zbrodni katyńskiej zostały pochowane na otwartym w 2012 Polskim Cmentarzu Wojennym w Kijowie-Bykowni.

## Publikacje
- Jeziora polodowcowe w Polsce (1927)
- Uwagi o genezie jezior rynnowych i jeziorek dyluwjalnych ("oczek") (1927)
- Groty gipsowe w Krzywczu Górnem na Podolu (1932)
- Studia nad genezą jezior Dobrzyńskich (1932)
- Śląsk jako region geograficzny (1935)
- Niemiecka krytyka mapy z r. 1910 : [Kopft.]. (1935)
- Oddział Przyrodniczy Muzeum Śląskiego : powstanie i organizacja Oddziału (1936)
- Ilu polaków mieszka w Niemczech: według urzędowych statystyk III Rzeszy (1936)
- Państwowa Szkoła Górnicza w Katowicach (1937)
- Spostrzeżenia dotyczące dyluwium południowej części Śląska Górnego (1939)

## Ordery i odznaczenia
- Krzyż Niepodległości – 9 listopada 1931 roku „za pracę w dziele odzyskania niepodległości”[8]